# 西董镇
西董镇，是一个已撤销的存在于1956-2018年之间的乡镇。其上级行政单位是山东省滨州市邹平县（已撤销）。
2018年7月2日，经国务院同意后，民政部以民函﹝2018﹞105号文批复山东省，同意撤销邹平县，设立邹平市。至此，西董镇也随之撤销，改划为西董街道。

## 行政区划
西董镇下辖下回路峪村、南洞村、韩寨村、北禾村、皇后村、西禾村、南唐村、于桥村、中王庄村、樊大庄村、齐家庄村、大杨庄村、任家峪村、东禾村、马家台村、小杨庄村、韦家坡村、白云涧村、杨家峪村、西庵村、芽庄村、马家寨村、太平村、小西河村、宋家庄村、坊子村、夫村、侯家庄村、刘家窝村、朱家塘村、韦家岭村、台头村、陈家村、地佛村、于张村、马庄村、沟西村、杨李村、西董村、西王村、张家洞村、丁家村、杏林村、象伏村、冯家村、东赵村、南石村、崔家营村、芦泉村、段家庄村、上回路峪村、由家河滩村、八柱台村、大马峪村、孙峪村、西赵村、贺家村、上娄村、会仙村、西井村、郭家峪村、聚仙村、吉祥村、黄家河滩村、下娄村、尚庄村、小马峪村、东峪村、西峪村、朱家村。
1. ↑  . mbd.baidu.com.   [2021-07-17]. （原始内容存档于2021-07-18）.